# Autoszóma
Azokat a kromoszómákat, melyek nem gonoszómák (nemi kromoszómák), testi vagy autoszomális kromoszómáknak nevezzük.
A diploid egyedek homológ kromoszómái, melyek egyike anyai, másik tagja apai eredetű, azonos alapszerkezettel és ugyanazokkal a génekkel rendelkeznek.
Emberben a sejtmag 23 pár (összesen 46) kromoszómát tartalmaz, melyekből 22 pár homológ (autoszomális), míg 1 pár gonoszóma. Férfiak esetében egy Y-t és egy X-et, azonban nőknél két X-kromoszómát találunk, melyekből az egyik X inaktivált. Az X-ek esetében felfedezhető homológ régió, de az Y-on csak egy rövid szakasz homológ az X-szel, az ún. pszeudoautoszomális régió.
Ha a homológ kromoszómák ugyanazokat a géneket hordozzák is, ez még nem jelent tökéletesen azonos genetikai információt, hiszen az allélek kifejeződése, a genetikai imprinting jelensége alapvetően befolyásolhatja a gének működését.
A meiózis vagy számfelező osztódás során az autoszomális homológ kromoszómák egymás közötti átkereszteződése (crossing over) allélek kicserélődését teszi lehetővé, ezzel nagy mértékben hozzájárulva a genetikai diverzitás fenntartásához.